# Ferran Bassas Navarra
Ferran Bassas Navarra   (Badalona, 29 d'abril de 1992) és un jugador de bàsquet català. Amb 1.81 metres d'alçada, juga en la posició de base. És germà del també jugador de bàsquet Pol Bassas.

## Carrera esportiva
Es va formar a les categories inferiors del Sant Josep i del Joventut de Badalona. En la temporada 2011-12 fa el seu debut al primer equip verd-i-negre, en un partit contra el Bàsquet Manresa en què fa 2 punts en 12 minuts. La temporada 2012-13 juga al CB Prat, equip vinculat al Joventut, i l'any 2013 fitxa per l'Oviedo Club Baloncesto de la Lliga LEB, on juga durant 3 temporades. La temporada 2016-17 torna a l'ACB passant a formar part de l'Iberostar Tenerife, equip amb el qual guanya la Lliga de Campions de Bàsquet 2016-17, i la Copa Intercontinental FIBA 2017.
La temporada 2019-20 fitxa pel San Pablo Burgos, també a l'ACB.
El juliol de 2020 va firmar pel Club Joventut de Badalona per tres temporades.
El febrer de 2021 va formar part de la llista de 13 jugadors seleccionats per Sergio Scariolo amb la selecció espanyola de bàsquet per disputar els darrers partits de classificació pel Campionat d'Europa de bàsquet de 2022